# Cyrtandra burleyana
Cyrtandra burleyana är en tvåhjärtbladig växtart som beskrevs av Brian Laurence Burtt. Cyrtandra burleyana ingår i släktet Cyrtandra och familjen Gesneriaceae. Inga underarter finns listade i Catalogue of Life.